# Cattedrali della Pennsylvania
Questa è una lista delle cattedrali nello Stato della Pennsylvania, Stati Uniti d'America.

## Lista
| Città        | Cattedrale                                    | Chiesa                                                                | Diocesi                                                | Immagine | Localizzazione e riferimenti |
| ------------ | --------------------------------------------- | --------------------------------------------------------------------- | ------------------------------------------------------ | -------- | ---------------------------- |
| Allentown    | Cattedrale di Santa Caterina da Siena         | Chiesa cattolica                                                      | Diocesi di Allentown                                   |          | 40°35′55.89″N 75°29′46.6″W   |
| Allison Park | Cattedrale di Sant'Alexander Nevsky           | Chiesa ortodossa in America                                           | Arcidiocesi di Pittsburgh e Pennsylvania Occidentale   |          | 40°33′38.9″N 79°59′54.84″W   |
| Altoona      | Cattedrale del Santissimo Sacramento          | Chiesa cattolica                                                      | Diocesi di Altoona-Johnstown                           |          | 40°30′56.88″N 78°24′14.4″W   |
| Bethlehem    | Cattedrale della Natività                     | Chiesa episcopale                                                     | Diocesi episcopale di Bethlehem                        |          | 40°36′41.75″N 75°23′01.18″W  |
| Bryn Athyn   | Cattedrale di Bryn Athyn                      | Chiesa Generale della Nuova Gerusalemme                               |                                                        |          | 40°08′09.41″N 75°04′09.21″W  |
| Camp Hill    | Cattedrale ortodossa della Santa Trinità      | Arcidiocesi greco-ortodossa d'America                                 | Metropolia di Pittsburgh                               |          | 40°15′56.28″N 76°54′58.33″W  |
| Erie         | Cattedrale di San Pietro                      | Chiesa cattolica                                                      | Diocesi di Erie                                        |          | 42°07′27″N 80°05′13″W        |
| Erie         | Cattedrale di San Paolo                       | Chiesa episcopale                                                     | Diocesi episcopale della Pennsylvania nord occidentale |          | 42°07′41.81″N 80°05′15.85″W  |
| Greensburg   | Cattedrale del Santissimo Sacramento          | Chiesa cattolica                                                      | Diocesi di Greensburg                                  |          | 40°35′55.89″N 75°29′46.6″W   |
| Harrisburg   | Cattedrale di San Patrizio                    | Chiesa cattolica                                                      | Diocesi di Harrisburg                                  |          | 40°15′49.32″N 76°53′11.04″W  |
| Harrisburg   | Cattedrale di Santo Stefano                   | Chiesa episcopale                                                     | Diocesi episcopale della Pennsylvania centrale         |          | 40°15′39.27″N 76°53′09.09″W  |
| Johnstown    | Concattedrale di San Giovanni Gualberto       | Chiesa cattolica                                                      | Diocesi di Altoona-Johnstown                           |          | 40°19′31.43″N 78°54′55.27″W  |
| Johnstown    | Cattedrale di Cristo Salvatore                | Patriarcato ecumenico di Costantinopoli                               | Diocesi ortodossa americana carpato-russa              |          | 40°20′58.97″N 78°56′46.53″W  |
| Mayfield     | Cattedrale di San Giovanni Battista           | Chiesa ortodossa russa fuori dalla Russia                             | Diocesi d'America Orientale                            |          | 41°32′15.96″N 75°32′07.39″W  |
| Munhall      | Cattedrale di San Giovanni Battista           | Chiesa greco-cattolica rutena                                         | Arcieparchia di Pittsburgh                             |          | 40°22′55.56″N 79°54′55.08″W  |
| Filadelfia   | Cattedrale dei Santi Pietro e Paolo           | Chiesa cattolica                                                      | Arcidiocesi di Filadelfia                              |          | 39°57′26.23″N 75°10′08.18″W  |
| Filadelfia   | Cattedrale del Salvatore                      | Chiesa episcopale                                                     | Diocesi episcopale della Pennsylvania                  |          | 39°57′20.56″N 75°11′53.11″W  |
| Filadelfia   | Cattedrale ortodossa di San Giorgio           | Chiesa greco-ortodossa d'America                                      | Metropolia di Pittsburgh                               |          | 39°56′47.2″N 75°09′16.9″W    |
| Filadelfia   | Cattedrale ortodossa di Santo Stefano         | Chiesa ortodossa in America                                           | Diocesi di Pennsylvania Orientale                      |          | 40°05′11.96″N 75°03′33″W     |
| Filadelfia   | Cattedrale dell'Immacolata Concezione         | Chiesa greco-cattolica ucraina                                        | Arcieparchia di Filadelfia                             |          | 39°57′58.96″N 75°09′01.02″W  |
| Filadelfia   | Cattedrale ortodossa di Santa Maria           | Chiesa ortodossa siriaca del Malankara                                | Diocesi dell'America Nord-Orientale                    |          | 40°00′56.14″N 75°05′15.1″W   |
| Filadelfia   | Cattedrale ortodossa di San Vladimiro         | Chiesa ortodossa ucraina degli USA                                    | Eparchia Orientale                                     |          | 40°03′14.52″N 75°07′36.31″W  |
| Filadelfia   | Cattedrale ortodossa di Sant'Andrea           | Chiesa ortodossa russa                                                | Eparchia di New York e America Orientale               |          | 39°57′48.6″N 75°08′47.04″W   |
| Pittsburgh   | Cattedrale di San Paolo                       | Chiesa cattolica                                                      | Diocesi di Pittsburgh                                  |          | 40°26′50.51″N 79°56′59.34″W  |
| Pittsburgh   | Cattedrale della Trinità                      | Chiesa episcopale                                                     | Diocesi episcopale di Pittsburgh                       |          | 40°26′28.68″N 79°59′55.32″W  |
| Pittsburgh   | Cattedrale ortodossa di San Nicola            | Chiesa greco-ortodossa d'America                                      | Metropolia di Pittsburgh                               |          | 40°26′41.12″N 79°56′59.81″W  |
| Pittsburgh   | Cattedrale ortodossa di San Giorgio           | Arcidiocesi ortodossa antiochena di Nord America                      | Diocesi di Charleston, Oakland e Mid-Atlantic          |          | 40°26′04.25″N 79°57′10.86″W  |
| Pittsburgh   | Cattedrale ortodossa della Santa Trinità      | Chiesa ortodossa serba                                                | Eparchia d'America Orientale                           |          | 40°20′51.19″N 79°58′31.53″W  |
| Quakertown   | Pro-Cattedrale dell'Incarnazione              | Santa chiesa cattolica – Rito occidentale (non in comunione con Roma) |                                                        |          | 40°26′26.54″N 75°20′42.25″W  |
| Scranton     | Cattedrale di San Pietro                      | Chiesa cattolica                                                      | Diocesi di Scranton                                    |          | 41°24′38″N 75°39′50″W        |
| Scranton     | Cattedrale di San Stanislao                   | Chiesa cattolica nazionale polacca (non in piena comunione con Roma)  |                                                        |          | 41°23′38.5″N 75°40′10.64″W   |
| Wilkes-Barre | Cattedrale ortodossa della Santa Resurrezione | Chiesa ortodossa in America                                           | Diocesi di Pennsylvania Orientale                      |          | 41°15′22.39″N 75°51′51.92″W  |
| Wilkes-Barre | Procattedrale di Santo Stefano                | Chiesa episcopale                                                     | Diocesi episcopale della Pennsylvania                  |          | 41°14′47.43″N 75°53′03.62″W  |